# Lipocrea epeiroides
Lipocrea epeiroides är en spindelart som först beskrevs av O. Pickard-Cambridge 1872.  Lipocrea epeiroides ingår i släktet Lipocrea och familjen hjulspindlar. Inga underarter finns listade i Catalogue of Life.